# Ohana本舗
株式会社ohana本舗（おはなほんぽ）は、株式会社フォレストホールディングスの子会社で、有機野菜の生産・販売を行う日本の農業生産法人である。フォレストグループを構成する一社。
2012年8月から、大分県臼杵市野津町に1ヘクタールの農場を有し、ビニールハウス4棟、露地40アールでルッコラ、ラディッシュ、水菜等の有機栽培を行っているが、所有農地が有機JAS規格に準拠した有機農業用地としての要件を満たしておらず(農地の前所有者の使用した残留農薬などがあるため)、2013年2月現在では、試験栽培した無農薬野菜を一般公募した野菜試食モニターへ配布し、市場や流通事情の調査を行っている段階である。
2013年夏には、ビニールハウス30棟、露地1ヘクタールを追加する計画であり、本格販売は2013年10月以降を予定している。
社名の"ohana"は、ハワイ語で「家族」を意味する。

## 沿革
- 2012年8月8日 - 設立[4]。
- 2012年10月11日 - 大分県臼杵市と進出協定を締結。野津町に農場を建設[4][5][6]。
- 2013年2月7日 - 2012年から募集していた一般モニターに、初期生産野菜を配付開始[7]。

## 関連会社
- 株式会社フォレストホールディングス